# Merve Özbolluk
Merve Özbolluk (geboren als Merve Adıyaman am 12. September 1994 in Turgutlu) ist eine türkische Handballspielerin. Sie gehört sowohl der Nationalmannschaft im Hallen- wie auch im Beachhandball an. Sie spielt im rechten Rückraum.
Özbolluk ist mit dem Bodybuilder İlkay Özbolluk verheiratet. Sie hat Sportwissenschaften an der Trakya Üniversitesi studiert.

## Hallenhandball

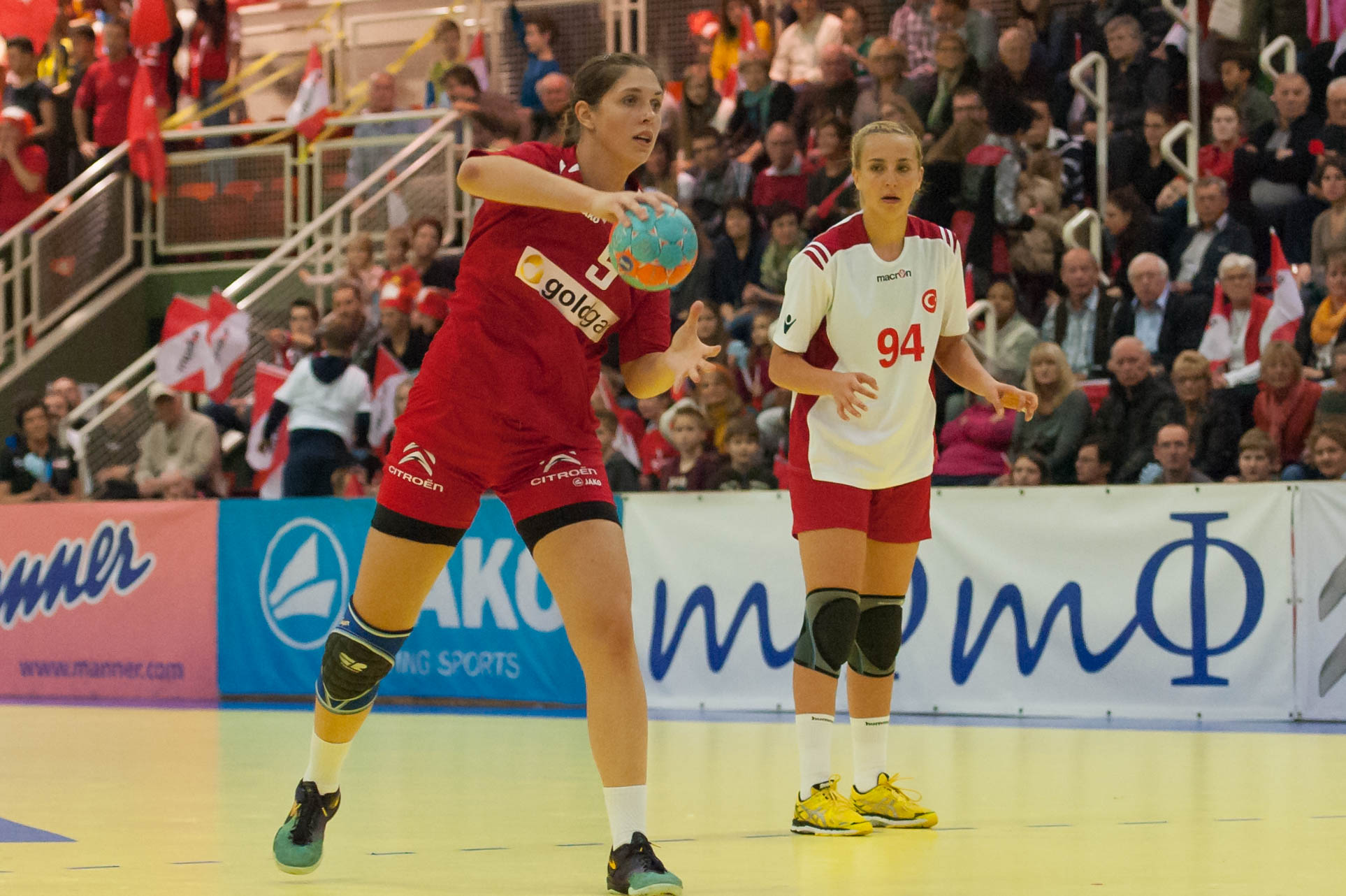
Özbolluk beobachtet Laura Bauer beim Strafwurf im WM-Qualifikationsspiel gegen Österreich im Dezember 2016 in Stockerau

Merve Özbolluk begann ihre Karriere 2011 beim amtierenden türkischen Meister Üsküdar Belediyespor, mit dem sie in den beiden folgenden Jahren jeweils Vizemeisterin wurde, 2012 und 2013 den Pokal und 2012 den Supercup gewann. In den Jahren bei Üsküdar spielte sie regelmäßig in europäischen Pokalwettbewerben. In der Saison 2011/12 schied sie mit ihrem Verein in der dritten Runde des Europapokal der Pokalsieger aus. Zuvor scheiterte sie in der ersten Runde der Champions-League. 2012/13 schaffte es Özbolluk mit Üsküdar bis in das Halbfinale des Challenge Cups. 2013/14 schied sie mit ihrer Mannschaft schon in der ersten Runde im Cupsieger-Pokal aus. 2015 wechselte sie weiter zum Zağnos SK, mit dem sie in der ersten Saison ebenfalls die Vizemeisterschaft erreichte. 2016 wechselte sie zurück zu Üsküdar Belediyespor und ein Jahr später zu İzmir Büyükşehir Belediyesi SK. 2020 wechselte sie erneut zurück zu Üsküdar Belediyespor.
Özbolluk spielt daneben mindestens seit 2014 für die Türkische Nationalmannschaft. Mit dieser gewann sie bei den vierten Islamic Solidarity Games 2017 in Baku nach einer Finalniederlage gegen Aserbaidschan die Silbermedaille. Weiterhin belegte sie mit der Türkei den fünften Platz bei den Mittelmeerspielen 2022.

## Beachhandball

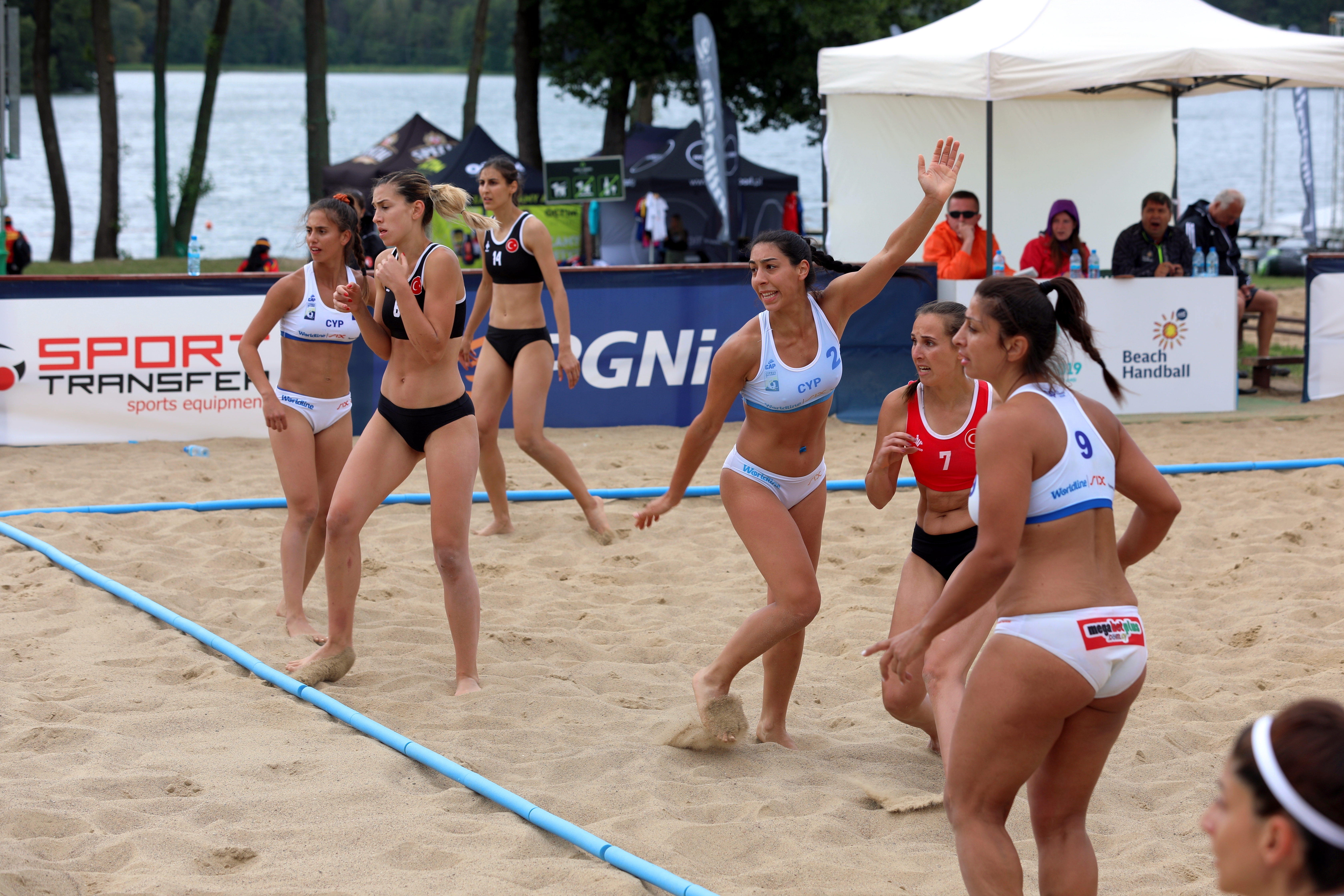
Özbolluk (rot) bei einem ihrer seltenen Torabschlüsse im Trostrundenspiel gegen Zypern; von links: Eleni Zinonos, Neslihan Çalışkan, Nurceren Akgün Göktepe, Malvina Elia, Özbolluk und Lito Ellina

Özbolluk nahm mit der Beachhandball-Nationalmannschaft erstmals 2019 an den Europameisterschaften in Stare Jabłonki teil und kam vor allem in der Defensive, auf der linken Seite und als Specialist zum Einsatz. Nachdem  die Türkei in ihrer Vorrunde nur gegen Rumänien gewonnen hatte, spielte die Mannschaft anschließend in der Trostrunde. Von dort ging die Mannschaft ungeschlagen in die Platzierungsspiele. Nach einem Sieg gegen Italien und einer Niederlage gegen Russland gewann die Türkei das abschließende Spiel um den elften Platz gegen die polnischen Gastgeberinnen. Özbolluk kam in sechs der zehn Spiele zum Einsatz und erzielte 14 Punkte. Nicht zum Einsatz kam sie am zweiten Spieltag gegen Norwegen und Kroatien sowie im ersten beiden  Platzierungsspielen gegen Italien und Russland.

## Einzelbelege
1. ↑  Hentbolhaber Net : Türkiye`nin En Güncel Hentbol Haber Sitesi: Yuvaya dönüş - HentbolHaber.Net SÜPER LİG HentbolHaber.Net. In: HentbolHaber.Net. 24. Juni 2020, abgerufen am 12. September 2021.
2. ↑  A.A: Türkiye ilk galibiyetini aldı. Abgerufen am 12. September 2021 (türkisch).
3. ↑  Hentbolhaber Net : Türkiye`nin En Güncel Hentbol Haber Sitesi: Serdar Eler, Milli Takım Aday Kadro listesini açıkladı. In: HentbolHaber.Net. 17. Februar 2017, abgerufen am 8. Februar 2021.
4. ↑  thf.org.tr: A Milli Kadın Hentbol Takımımız, Tunus’u yenerek Akdeniz Oyunları’nda 5’inci oldu, abgerufen am 18. März 2024
5. ↑  European Handball Federation - 2019 Women's ECh Beach Handball / Final Tournament. Abgerufen am 8. Februar 2021 (englisch).

| Personendaten    | Personendaten                                           |
| ---------------- | ------------------------------------------------------- |
| NAME             | Özbolluk, Merve                                         |
| ALTERNATIVNAMEN  | Adıyaman Özbolluk, Merve; Adıyaman, Merve (Geburtsname) |
| KURZBESCHREIBUNG | türkische Handball- und Beachhandballspielerin          |
| GEBURTSDATUM     | 12. September 1994                                      |
| GEBURTSORT       | Turgutlu, Türkei                                        |